# Championnats du monde de tennis de table 1987
Navigation
Édition précédente Édition suivante
Les championnats du monde de tennis de table 1987, trente-neuvième édition des championnats du monde de tennis de table, ont lieu du 18 février au 1er mars 1987 à New Delhi, en Inde.
Le titre messieurs revient au chinois Jiang Jialiang qui s'impose en finale contre le suédois Jan-Ove Waldner.

## Résultats individuels et en doubles
| Épreuves         | Or                          | Argent                         | Bronze                          |
| ---------------- | --------------------------- | ------------------------------ | ------------------------------- |
| Simple messieurs | Jiang Jialiang              | Jan-Ove Waldner                | Chen Xinhua                     |
| Simple messieurs | Jiang Jialiang              | Jan-Ove Waldner                | Teng Yi                         |
| Simple dames     | He Zhili                    | Yang Young-ja                  | Guan Jianhua                    |
| Simple dames     | He Zhili                    | Yang Young-ja                  | Dai Lili                        |
| Double messieurs | Chen Longcan Wei Qingguang  | Zoran Primorac Ilija Lupulesku | Andrzej Grubba Leszek Kucharski |
| Double messieurs | Chen Longcan Wei Qingguang  | Zoran Primorac Ilija Lupulesku | Ahn Jae-hyung Yoo Nam-kyu       |
| Double dames     | Hyun Jung-hwa Yang Young-ja | Dai Lili Li Huifen             | Jiao Zhimin He Zhili            |
| Double dames     | Hyun Jung-hwa Yang Young-ja | Dai Lili Li Huifen             | Li Bun-hui Cho Jung-hui         |
| Double mixte     | Hui Jun Geng Lijuan         | Jiang Jialiang Jiao Zhimin     | Wang Hao Guan Jianhua           |
| Double mixte     | Hui Jun Geng Lijuan         | Jiang Jialiang Jiao Zhimin     | Ahn Jae-hyung Yang Young-ja     |

## Résultats par équipes
| Épreuves  | Or                                                                      | Argent                                                                                 | Bronze                                                                |
| --------- | ----------------------------------------------------------------------- | -------------------------------------------------------------------------------------- | --------------------------------------------------------------------- |
| Messieurs | Chine- Jiang Jialiang - Chen Xinhua - Wang Hao - Teng Yi - Chen Longcan | Suède- Mikael Appelgren - Ulf Carlsson - Erik Lindh - Jörgen Persson - Jan-Ove Waldner | Corée du Nord- Kim Song-hui - Chu Jong-chol - Hong Chol - Li Gun-sang |
| Dames     | Chine- Chen Jing - Jiao Zhimin - Li Huifen - He Zhili - Dai Lili        | Corée du Sud- Hyun Jung-hwa - Yang Young-ja - Baek Soon-Ae - Hong Soon-hwa             | Hongrie- Csilla Bátorfi - Szilvia Káhn - Krisztina Nagy - Edit Urban  |